# 조호성
조호성(趙浩成, 1974년 6월 15일~)은 대한민국의 사이클, 경륜 선수, 지도자이다. 현재 대한민국 사이클 국가대표팀 감독이다.

## 경력
1990년대 중반부터 2010년대 초반까지 트랙 사이클 국가대표 선수로 활발한 활동을 하였다. 1994년 히로시마 아시안 게임 사이클에서 금메달을 획득하고, 1996년 애틀란타 올림픽에 출전하였다. 1998년 방콕 아시안 게임 사이클에서 금메달을 획득하고, 1999년 세계선수권 포인트레이스에서 동메달을 획득하여, 대한민국 사이클 선수로는 처음으로 세계선수권에서 입상하였다. 2000년 시드니 올림픽에 출전하여 포인트레이스에서 메달을 노렸으나, 4위를 하여 근소한 차로 메달을 얻지는 못했다.
2002년 부산 아시안 게임에서 2관왕에 오른 후 은퇴하고 경륜으로 전향, 경륜훈련원 11기 수료 후 2005년부터 47연승의 기록을 세우는 등 경륜 선수로서도 우수한 경력을 쌓았다.
올림픽 메달의 꿈을 다시 이루기 위해, 그는 2009년 아마추어 사이클 선수로 복귀하였다. 2010년 광저우 아시안 게임 사이클 남자 4km 단체 추발에서 금메달을 획득하였다. 2012년 런던 올림픽에는 포인트레이스가 폐지되고, 트랙 옴니엄(Men's omnium) 종목에 포인트레이스가 포함되어 옴니엄에 참가하였으나 메달은 따지 못했다.
올림픽 메달 획득에는 실패했으나, 그는 2012년까지도 대한민국 사이클 선수 중 올림픽 등 국제무대에서 가장 상위권에 이름을 올린 선수로 남아 있다.
2014년 아시안 게임 사이클 남자 옴니엄에서 은메달을 획득한 이후 은퇴했다.
2015년 사이클 국가대표팀 감독으로 선임되었다.

## 수상

### 수훈
- 체육훈장 백마장(1994년 4월 21일)